# Molnet
Molnet. Icke-vetandets moln i vilket själen möter Gud är ett verk om det andliga livet. Det kom anonymt fram i England på 1300-talet och handlar om att det kontemplativa livet står över det aktiva samt om konsten att öva sig till upplysning.
”Ovetandets moln” eller ”Icke-vetandets moln” gavs ut i svensk översättning för första gången av Tryggve Lundén på Artos förlag (1983, senaste upplagan från 2012).